# George Bowering
George Harry Bowering (né le 1er décembre 1935) est un romancier, poète, historien et biographe canadien. Professeur émérite à l'université Simon Fraser, il vit à Vancouver, en Colombie-Britannique. Bowering a également été, notamment, poète officiel du Parlement du Canada. Il est l'auteur de plus de 100 livres.

## Biographie
George Bowering naît à Penticton, en Colombie-Britannique. Il grandit près de la ville d'Oliver, où son père est un enseignant de chimie.
Bowering est le membre le plus connu d'un groupe de jeunes poètes, incluant notamment Frank Davey, Fred Wah, Jamie Reid (en) et David Dawson, ayant étudié au cours des années 1950 à l'université de la Colombie-Britannique et qui ont fondé le périodique TISH (en).

### Fiction
- (en) George Bowering, Mirror on the Floor, 1967.
- (en) George Bowering, A Short Sad Book, 1977.
- (en) George Bowering, Burning Water, 1980 (réimpr. 2007).
- (en) George Bowering, Caprice, 1988 (réimpr. 2010).
- (en) George Bowering, Harry's Fragments, 1990.
- (en) George Bowering, Shoot!, 1994 (réimpr. 2008).
- (en) George Bowering, Parents from Space, 1994.
- (en) George Bowering, Angela Bowering, Michael Matthews et David Bromige, Piccolo Mondo, 1998.
- (en) George Bowering, Diamondback Dog, 1998.
- (en) George Bowering, Attack of the Toga Gang, Toronto, Dancing Cat Books, 2015.
- (en) George Bowering, Writing the Okanagan, Vancouver, Talonbooks, 2015.

### Nouvelles
- (en) George Bowering, Autobiology, 1972.
- (en) George Bowering, Fiddler's Night, 1973.
- (en) George Bowering, Flycatcher and Other Stories, 1974.
- (en) George Bowering, Concentric Circles, 1977.
- (en) George Bowering, Protective Footwear, 1978.
- (en) George Bowering, A Place to Die, 1983.
- (en) George Bowering, The Rain Barrel, 1994.
- (en) George Bowering, Standing on Richards, 2004.
- (en) George Bowering, The Box, 2009.
- (en) George Bowering, Ten Women, Vancouver, Anvil Pr, 2015.

### Poèmes
- (en) George Bowering, Baseball, Toronto, Coach House Press, 1967, 2003.
- (en) George Bowering, Sitting in Mexico, Calgary, Beaver Kosmos, 1970.
- (en) George Bowering, George, Vancouver, Kitchener, Weed/Flower, 1970.
- (en) George Bowering, Geneve, Toronto, Coach House, 1971.
- (en) George Bowering, Autobiology, Vancouver, New Star, 1972. Vancouver, Pooka, 2006.
- (en) George Bowering, Curious, Toronto, Coach House, 1973.
- (en) George Bowering, At War With the U.S., Vancouver, Talon, 1974.
- (en) George Bowering, Allophanes, Toronto, Coach House, 1976.
- (en) George Bowering, Ear Reach, Vancouver, Alcuin, 1982.
- (en) George Bowering, Kerrisdale Elegies, Toronto, Coach House, 1984. Vancouver, Pooka Press, 2008.
- (en) George Bowering, Elegie di Kerrisdale, Rome, Edizioni Empiria. Transl. Annalisa Goldoni, 1996.
- (en) George Bowering, His Life: a poem, Toronto, ECW Press, 2000.
- (en) George Bowering, My Darling Nellie Grey, Vancouver, Talonbooks, 2010.

### Recueils
- (en) George Bowering, Sticks & Stones, Vancouver, Tishbooks, 1963.
- (en) George Bowering, Points on the Grid, Toronto, Contact Press, 1964.
- (en) George Bowering, The Man in Yellow Boots/ El hombre de las botas amarillas, Mexique, Ediciones El Corno, 1965.
- (en) George Bowering, The Silver Wire, Kingston, Quarry Press, 1966.
- (en) George Bowering, Rocky Mountain Foot, Toronto, M&S, 1969.
- (en) George Bowering, The Gangs of Kosmos, Toronto, House of Anansi, 1969.
- (en) George Bowering, Touch: selected poems 1960-1969, Toronto, M&S, 1971.
- (en) George Bowering, In the Flesh, Toronto, M&S, 1974.
- (en) George Bowering, The Catch, Toronto, M&S, 1976.
- (en) George Bowering, Poem & Other Baseballs, Windsor, Black Moss, 1976.
- (en) George Bowering, The Concrete Island, Montréal, Vehicle Press, 1977.
- (en) George Bowering, Another Mouth, Toronto, M&S, 1979.
- (en) George Bowering, Particular Accidents: selected poems, Vancouver, Talon, 1981.
- (en) George Bowering, West Window: selected poetry, Toronto, General, 1982.
- (en) George Bowering, Smoking Mirror, Edmonton, Longspoon, 1982.
- (en) George Bowering, Seventy-One Poems for People, Red Deer, RDC Press, 1985.
- (en) George Bowering, Delayed Mercy & other poems, Toronto, Coach House, 1986.
- (en) George Bowering, Sticks & Stones, Vancouver, Talonbooks, 1989.
- (en) George Bowering, Urban Snow, Vancouver, Talonbooks, 1992.
- (en) George Bowering, George Bowering Selected: Poems 1961-1992, Toronto, McClelland & Stewart, 1993.
- (en) George Bowering, Blonds on Bikes, Vancouver, Talonbooks, 1997.
- (en) George Bowering, Poémes et autres baseballs, Montréal, Triptyque, 1999.
- (en) George Bowering, Changing on the Fly, Vancouver, Polestar, 2004.
- (en) George Bowering, Vermeer’s Light: Poems 1996-2006, Vancouver, Talonbooks, 2006.
- (en) George Bowering, Kerrisdale Elegies, Vancouver, Talonbooks, 2008.
- (en) George Bowering, The World, I Gues, Vancouver, New Star Books, 2015.

### Critiques
- (en) George Bowering, Al Purdy, Toronto, Copp Clark, 1970.
- (en) George Bowering, Robert Duncan: an Interview, Toronto, Coach House/Beaver Kosmos, 1971.
- (en) George Bowering, Three Vancouver Writers, Toronto, Open Letter/Coach House, 1979.
- (en) George Bowering, A Way With Words, Ottawa, Oberon, 1982.
- (en) George Bowering, The Mask in Place, Winnipeg, Turnstone Press, 1983.
- (en) George Bowering, Craft Slices, Ottawa, Oberon, 1985.
- (en) George Bowering, Errata, Red Deer, RDC Press, 1988.
- (en) George Bowering, Imaginary Hand, Edmonton, NeWest Press (en), 1988.
- (en) George Bowering, Left Hook, Vancouver, Raincoast Books, 2005.
- (en) George Bowering, Horizontal Surfaces, Toronto, BookThug, 2010.

### Chapitres de livres
- (en) George Bowering, How I Hear Howl, Montréal, Beaver Kosmos, 1967.
- (en) George Bowering, Two Police Poems, Vancouver, Talon, 1969.
- (en) George Bowering, The Sensible, Toronto, Massasauga, 1972.
- (en) George Bowering, Layers 1-13, Kitchener, Weed/Flower, 1973.
- (en) George Bowering, In Answer, Vancouver, William Hoffer, 1977.
- (en) George Bowering, Uncle Louis, Toronto, Coach House, 1980.
- (en) George Bowering, Spencer & Groulx, Vancouver, William Hoffer, 1985.
- (en) George Bowering, Quarters, Prince George, Gorse Press, 1991.
- (en) George Bowering, Do Sink, Vancouver, Pomflit, 1992.
- (en) George Bowering, Sweetly, Vancouver, Wuz, 1992.
- (en) George Bowering, Blondes on Bikes, Ottawa, Above Ground, 1997.
- (en) George Bowering, A, You're Adorable, Ottawa, Above Ground, 1998, 2004.
- (en) George Bowering, 6 Little Poems in Alphabetical Order, Calgary, House Press, 2000.
- (en) George Bowering, Some Writers, Calgary, House Press, 2001.
- (en) George Bowering, Joining the Lost Generation, Calgary, House Press, 2002.
- (en) George Bowering, Lost in the Library, Ellsworth, ME, Backwoods Broadsides, 2004.
- (en) George Bowering, Rewriting my Grandfather, Vancouver, Nomados, 2005.
- (en) George Bowering, Crows in the Wind, Toronto, BookThug, 2006.
- (en) George Bowering, A Knot of Light, Calgary, No Press, 2006.
- (en) George Bowering, Montenegro 1966, Calgary, No Press, 2007.
- (en) George Bowering, U.S. Sonnets, Vancouver, Pooka, 2007.
- (en) George Bowering, Eggs in There, Edmonton, Rubicon, 2007.
- (en) George Bowering, Some Answers, Mt. Pleasant, ON, LaurelReed Books, 2007.
- (en) George Bowering, Horizontal Surfaces, Edmonton, Olive Collective, 2007.
- (en) George Bowering, Tocking Heads, Edmonton, above/ground, 2007.
- (en) George Bowering, There Then, Prince George, Gorse Press, 2008.
- (en) George Bowering, Animals, Beasts, Critters, Vancouver, JB Objects, 2008.
- (en) George Bowering, Valley, Calgary, No Pres, 2008
- (en) George Bowering, Fulgencio, Vancouver, Nomados, 2008.
- (en) George Bowering, According to Brueghel, North Vancouver, Capilano, 2008.
- (en) George Bowering, Shall I Compare, Penticton, Beaver Kosmos, 2008.
- (en) George Bowering, A Little Black Strap, St. Paul, Unarmed, 2009.

### Mémoires
- (en) George Bowering, The Moustache: Memories of Greg Curnoe, Toronto, Coach House, 1993.
- (en) George Bowering, A Magpie Life, Toronto, Key Porter, 2001.
- (en) George Bowering, Cars, Toronto, Coach House Books, 2002.
- (en) George Bowering, Baseball Love, Vancouver, Talonbooks, 2006.
- (en) George Bowering, Pinboy, Toronto, Cormoran, 2012.

### Histoire
- (en) George Bowering, Bowering's B.C., Toronto, Viking, 1996.
- George Bowering, Egotists and Autocrats: The Prime Ministers of Canada, Toronto, New York City, Viking, 1999 (ISBN 978-0-670-88081-2, OCLC 45066615)
- (en) George Bowering, Stone Country, Toronto, Viking, 2003.

### Pièces
- (en) George Bowering, The Home for Heroes, Vancouver, Prism, 1962.
- (en) George Bowering, What Does Eddie Williams Want?, Montréal, CBC-TV, 1966.
- (en) George Bowering, George Vancouver, Vancouver, CBC radio network, 1972.
- (en) George Bowering, Sitting in Mexico, Vancouver, CBC radio network, 1973.
- (en) George Bowering, Music in the Park, Vancouver, CBC radio network, 1986.
- (en) George Bowering, The Great Grandchildren of Bill Bissett's Mice, Vancouver, CBC radio networ, 1989.

### Éditeur
- (en) Tish, Vancouver, 1961-1963.
- (en) Imago, Calgary, Londres, Montréal, Vancouver, 1964-1974.
- (en) Beaver Kosmos Folios, Calgary, Londres, Montréal, Vancouver, 1966-1975.